# Сербка
Се́рбка — село Курісовської сільської громади Березівського району Одеської області в Україні. Населення становить 1943 осіб.
17.10.1964 року с-ще Сербка та с. Сербка були об’єднані в одне село Сербка.

## Населення
Згідно з переписом УРСР 1989 року чисельність наявного населення села становила 2077 осіб, з яких 908 чоловіків та 1169 жінок.
За переписом населення України 2001 року в селі мешкало 1939 осіб.

### Мова
Розподіл населення за рідною мовою за даними перепису 2001 року:
| Мова       | Відсоток |
| ---------- | -------- |
| українська | 90,02 %  |
| російська  | 6,38 %   |
| молдовська | 1,18 %   |
| болгарська | 0,72 %   |
| гагаузька  | 0,72 %   |
| вірменська | 0,31 %   |
| білоруська | 0,10 %   |
| німецька   | 0,05 %   |
| польська   | 0,05 %   |
| румунська  | 0,05 %   |
| інші       | 0,42 %   |

## Відомі мешканці

### Народились
- Іванов Володимир Федорович — український музикознавець, композитор, педагог. Член Національної спілки композиторів України.